# Giges de Lidia
Giges (fl. 644 a. C.) fue el primer rey de Lidia de la dinastía mermnada. Su reinado duró desde aproximadamente el 680 a. C. hasta el 644 a. C.

## Contexto histórico
En la primera década del siglo VII a. C., el imperio frigio fue conquistado por los cimerios, una tribu nómada. El rey de este estado, Midas, había sido capaz de repeler la agresión ayudado por el rey asirio Sargón II, pero en el 696/695 a. C. no hubo ayuda similar. Después de la batalla perdida, Midas se suicidó y la capital Gordio fue destruida. Frigia desapareció así del mapa político. Aprovechando esta circunstancia, algunos líderes militares que tenían capacidad de ofrecer protección a determinadas regiones empezaron a crear pequeños reinos de su propiedad.
Uno de ellos fue un hombre llamado Giges, considerado el fundador de Lidia. Prácticamente nada se conoce de su llegada al poder, por lo que fue objeto de las más diversas y fantásticas historias y relatos. El historiador griego Heródoto de Halicarnaso, quien escribió dos siglos después de la muerte de Giges, narra que Lidia estaba gobernada por Candaules que creía que su esposa era la más hermosa, quiso persuadir a Giges de su belleza y lo convenció para verla desnuda, esto ofendió a la esposa de Candaules, quien dio a elegir a Giges entre morir él o matar al rey y hacerse con el trono. Un siglo después, el filósofo Platón narró que Giges obtuvo el poder por medio de un anillo que le permitía ser invisible. En el siglo II de nuestra era, Plutarco de Queronea, relató que un príncipe cario llamado Arselis de Milasa ayudó a Giges a tomar el poder; esta historia parece verosímil ya que existían estrechos lazos entre Lidia y Caria.

## Política exterior al oeste
El nuevo rey de Lidia no tenía nada que temer del este ya que derrotó a los cimerios en el 679 a. C. Así pues, Giges podía embarcarse en una campaña de expansión hacia el oeste, hacia las ciudades griegas situadas en la costa occidental del Asia Menor. Giges atacó Mileto y Esmirna en vano, pero fue capaz de tomar Colofón, lo que dio a Lidia su primer puerto. Parece que también la Tróade quedó subyugada a Giges. Durante un siglo, su capital Adramitio se convirtió en feudo del príncipe de la corona lidia.
Desde ese momento, Lidia y Grecia tuvieron contacto. Giges inició una política que duraría más de un siglo: mientras atacaba a las ciudades griegas en Asia, ofrecía regalos generosos a los santuarios de la Grecia continental. El resultado fue que el oráculo desaconsejaba a las ciudades de la Grecia europea intervenir en ayuda de sus hermanas asiáticas. Este fue uno de los diversos usos políticos que Giges hacía de su oro y plata, metales preciosos encontrados en el río Pactolo cerca de Sardes. Los arqueólogos han enseñado que durante el segundo cuarto del siglo VII a. C., es decir, durante el reinado de Giges en Lidia, Sardes se convirtió en una ciudad impresionante con casas reales cubiertas con tejas en el techo.

## Política exterior al este
Así pues, el reinado de Giges empezó con éxito. Se ha asumido durante bastante tiempo que él mismo fue el responsable de un tratado con el nuevo faraón egipcio Psamético I (664-610 a. C.), pero hoy en día las pruebas son exiguas. Sin embargo es cierto que mercenarios griegos y carios apoyaron a Psamético cuando se convirtió en rey expulsando a la guarnición asiria.
El argumento más fuerte en contra de la alianza lidio-egipcia es que Giges necesitaba a Asiria, por lo que no tendría sentido que apoyara a uno de sus enemigos. Una generación después de que los cimerios destruyeran Gordio, los nómadas regresaron. Giges se vio forzado a pedir ayuda el rey Asurbanipal (668-631 a. C.). Se firmó un tratado y después de que Giges hubiera pagado el correspondiente tributo, asirios y lidios lucharon juntos contra los arqueros montados cimerios. En una ocasión, Giges envió prisioneros de guerra a Asurbanipal.

## El fin de Giges
Sin embargo en el 644 a. C. las cosas se pusieron muy mal para los lidios. Un ejército cimerio, comandado por un hombre llamado Ligdamis (Dugdammê), derrotó al lidio, capturando la parte baja de Sardes, y continuando hacia el oeste, donde saquearon las ciudades griegas. Giges fue asesinado. Cuando Ligdamis volvía al este, fue derrotado por los asirios.
A pesar de que la invasión cimeria había sido sangrienta y destructiva, el reino de Giges sobrevivió. Giges fue sucedido por su hijo Ardis, y el fundador de la monarquía lidia fue enterrado en la llanura de Sardes, en el cementerio real de Bin Tepe.
Esto es todo lo que se conoce de Giges. De hecho, incluso se desconoce su nombre real, ya que Giges puede ser una traducción de la palabra luvita hûha (‘abuelo’), lo que parece más un título que un nombre. Algunos eruditos bíblicos argumentan que Giges está detrás de la figura de Gog, gobernante de Magog, quien es mencionado en el Libro de Ezequiel y en el Apocalipsis. Al menos una obra trágica del teatro griego fue llamada Giges. Según el autor romano Plinio el Viejo, Giges inventó los juegos de pelota.
| Predecesor: Candaules | Rey de Lidia ¿680 a. C. - 644 a. C. | Sucesor: Ardis |